# らぶおじさん
らぶおじさん（1988年8月15日  - ）は吉本興業東京本社所属のピン芸人。大阪NSC33期出身。本名、西東佑介。

## 経歴
- 大阪NSC33期生卒業後、徳弘哲一とのコンビ「バクト」、土居宗将とのコンビ「ドイトサイ」、楠見大輔とのコンビ「絶対アイシテルズ」、引本泰介とのコンビ「酎介」を経て、2022年10月にピン芸人となる。
- 2024年4月に活動拠点を東京に移した。
- 今井らいぱち、kento fukayaとのユニット「らぶらいken」としても活動していたが2025年2月15日YouTubeでにユニット名を「カラフルトロッコ」への改名と今井らいぱちとkento fukayaの脱退を発表した[1]。

## 人物
- 大阪府大阪市出身、血液型はB型。身長は181cm、体重は93kg[2]。
- 趣味、特技ともに、料理、野球[2]。
- 趣味の料理はかなりの腕前で、京都のフレンチホテルでシェフをしていたこともある。
- 霜降り明星のせいやとは大の仲良しで、同居していた時期もある。

## 出演

### 現在のレギュラー番組
- 霜降り明星せいやのイニミニチャンネル（YouTube）不定期出演

### 過去のレギュラー番組
- 松井愛のすこ〜し愛して★「らぶおじさんのらばーず・キッチン！」（2018年 - 2023年、MBSラジオ）

### 過去に出演した番組

#### テレビ
- ラヴィット!（2022年9月13日、TBSテレビ）
- オールザッツ漫才2022（2022年12月30日、MBSテレビ）
- マルコポロリ!（2023年1月22日、関西テレビ）
- 霜降りバラエティX（2023年10月28日、2024年6月1日、テレビ朝日）
- ダウンタウンDX（2024年4月25日、読売テレビ・日本テレビ）
- 相席食堂（2024年、ABCテレビ）芸人草野球チーム
- 4択ですぐ死ぬ兎（2024年1月2日、読売テレビ）

#### ラジオ
- 霜降り明星のだましうち!（2022年9月19日、2024年10月12日、ABCラジオ）

#### ネット配信
- パーラーカチ盛りABEMA店（2024年12月7日、12月14日、ABEMA）[3]

#### MV
- ZiDol「maddy muddy」feat.らぶおじさん（2023年）

#### 舞台
- らぶおじさんを腐すな！（2024年9月27日、新宿シアターモリエール）
- らぶらいken（2024年11月25日、ヨシモト∞ホール）
- 「これって愛なんじゃなぁ～い？」東京初単独ライブ（2025年1月30日、東京・ヨシモト∞ドーム ステージII）[4]